# Ereveld Ambon

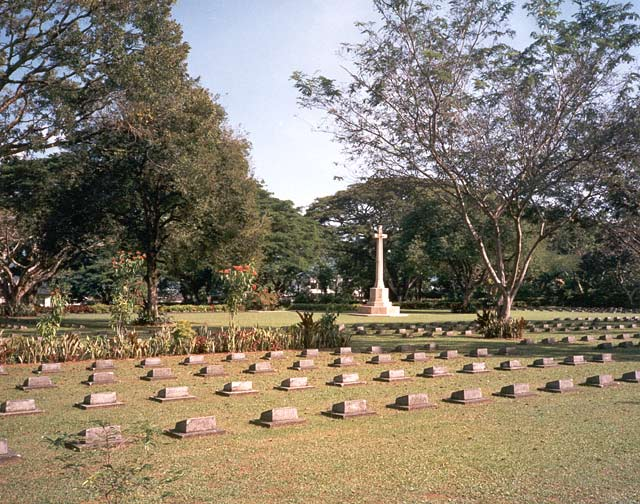
Het ereveld

Het ereveld Ambon is een begraafplaats in Indonesië. Niet te verwarren met het nog bestaande Australische ereveld: Ambon War Cemetery
Op de plek waar het ereveld lag stond van 1942 tot 1945 een groot Japans kamp voor krijgsgevangenen.
In 1967 is het ereveld Ambon opgeheven en zijn de stoffelijke resten van de Nederlandse slachtoffers overgebracht naar Java en herbegraven op het Nederlands ereveld Kembang Kuning in Surabaya.
Op het Ambon War Cemetery bevinden zich meer dan 10.000 graven, voornamelijk van soldaten uit Engeland, Amerika, India en Pakistan.